# Daniel Berrigan
Compléments
Berrigan fut l'âme de l'opposition non-violente à la guerre du Vietnam
Daniel Berrigan, né le 9 mai 1921 à Virginia, au Minnesota (États-Unis), et mort le 30 avril 2016  dans le Bronx (New York), est un prêtre jésuite américain, théologien, poète et militant pacifiste. Les actions pacifiques à haute charge symbolique qu’il organisa avec son frère Philip et d’autres font qu’il fut pendant un certain temps parmi les dix fugitifs les plus recherchés du FBI pour actes de vandalisme et destruction de biens publics.

## Biographie
Né le 9 mai 1921 à Virginia dans le Minnesota, - cinquième d’une fratrie de six frères - Daniel Berrigan grandit et reçoit son éducation à Syracuse (New York) avant d’entrer dans la Compagnie de Jésus. En 1946 il termine le premier cycle d’études universitaires à St Andrew-on-Hudson, un séminaire jésuite et fait sa théologie à Woodstock Collège le théologat jésuite de la province de New York. Il y est ordonné prêtre en 1952.
Avant d’être prêtre Berrigan avait enseigné quelque temps (1946-1949) à St Peter Preparatory school, à Jersey City. Après son ordination sacerdotale il enseigne la théologie au Le Moyne College (Syracuse (New York). Durant un séjour sabbatique passé en France (1963) il rencontre des confrères jésuites français fort critiques de l'aventure américaine en Indochine. De retour aux États-Unis il fonde avec son frère Philip, le moine trappiste Thomas Merton et d’autres le Catholic Peace Fellowship un groupe qui commence à organiser des actions pacifiques contre la guerre au Viêt Nam.

### Contre la guerre au Viêt Nam
« À l'automne 1967, le père Philippe Berrigan, un prêtre joséphite qui avait participé à la Seconde Guerre mondiale, accompagné par l'artiste David Eberhardt et ses amis Tom Lewis et James Mengel, se rendit au bureau d'incorporation de Baltimore (Maryland), aspergea les registres de sang et attendit qu'on vienne l'arrêter. »

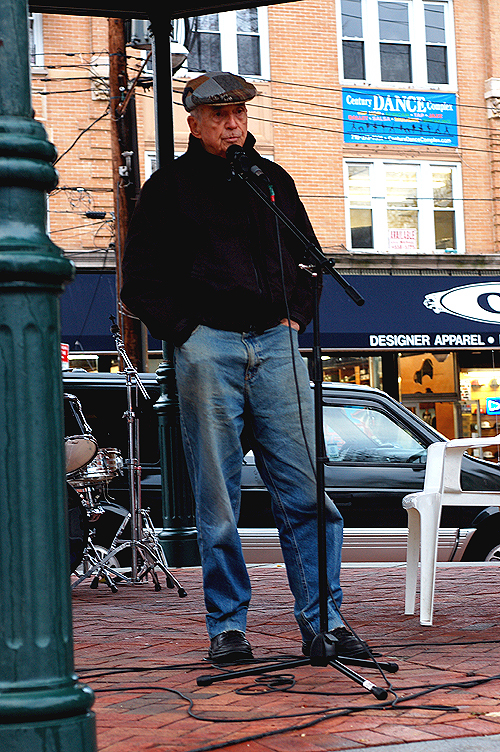
Daniel Berrigan au Festival annuel de Staten Island pour la Liberté et pour la Paix, 28 octobre 2006.

Le 17 mai 1968, avec son frère, Daniel (un prêtre jésuite qui était allé au Nord Viêt Nam où il avait pu constater les graves conséquences physiques des bombardements américains), il se rend avec sept autres personnes au bureau d'incorporation de Catonsville (Maryland) où ils brûlent six cents fichiers militaires à l’aide de napalm qu’ils ont fabriqué eux-mêmes selon une recette relevée dans un manuel militaire. Catholique radical, il est considéré comme appartenant plutôt à la mouvance anarchiste chrétien.
Cette action est connue sous le nom de Affaire des neuf de Catonsville (en). Daniel Berrigan est traduit devant un tribunal et condamné, mais il disparaît avant que l'on puisse l'incarcérer.
Recherché et poursuivi par le FBI, il n'en assiste pas moins aux fêtes pascales de l'université Cornell à Ithaca, New York, où il échappe aux agents du Federal Bureau qui le recherchent dans la foule, en montant sur la scène et en se cachant dans une des marionnettes du Bread and Puppet Theatre. Il trouve ensuite refuge dans une ferme où, pendant quatre mois, il écrit des poèmes, des articles. Il accorde même des interviews à des journalistes.
À Philadelphie, il donne un sermon dans une église avant de disparaître à nouveau. Finalement le FBI réussit à l'arrêter et à le mettre en prison.

### Contre l’armement nucléaire
La guerre du Viet Nam terminée (1975) les frères Berrigan et leur groupe tournent leur attention vers le danger des armes nucléaires et leur prolifération. En 1980, huit amis, dont les deux frères Berrigan, pénètrent dans l’usine de la ‘General Electric’ de King of Prussia’, endommagent sérieusement les têtes coniques de plusieurs obus nucléaires et versent du sang sur dossiers et documents. L'opération appelée Swords to ploughshares (« De l'épée à la charrue ») est lié au Mouvement Plowshares (en) et s’inspire d’un passage du prophète Isaïe (Is 2:4) : « Martelant leurs épées ils en feront des socs. De leurs lances ils feront des serpes. On ne brandira plus l’épée nation contre nation, on n’apprendra plus à se battre». Le procès allant de condamnation en appel, Berrigan ne passera que quelques mois en prison. Il sera bientôt libéré « sur parole ».
Indignation évangélique et compassion animent la vie et l’action de Berrigan jusqu'à ses dernières années. Fidèle à l’Église catholique, à son Ordre jésuite et à son pays, les États-Unis, il n’en demeure pas moins fort critique des trois institution. Son « amour outragé » le conduit à de virulentes critiques indignées. Ses actions politiques s’accompagnent d’attention pastorale pour les marginaux, les malades et mourants. Berrigan appartient à la génération des acteurs sociaux catholiques (à la Dorothy Day) qui croient fermement à l’adoption de méthodes non violentes pour le changement et la résolution des conflits sociaux et politiques.

## Écrits

### Théâtre
Berrigan a composé une pièce de théâtre à partir de son expérience : Le procès des neuf de Catonsville  qui a été représentée à Broadway en 1971 et adaptée au cinéma par Gordon Davidson en 1972.

### Autres œuvres

#### En français
- Déclaration sur la poésie  (1976)
- Condamnations absurde, modestes espoirs
- Géographie de la Foi
- Temps Sans Nombre  (1957) prix de poésie Lamont
- Vol de nuit vers Hanoï
- Écrits de première instance (avec Tom Lewis).

#### En anglais
- (en) Words Our Savior Gave Us, New York, Doubleday, 1972
- (en) America Is Hard To Find, New York, Doubleday, 1972
- (en) Words Our Savior Gave Us, Springfield, Templegate, 1972
- (en) Prison Poems, Greensboro, Unicorn Press, 1973, 124 p. (ISBN 0-87775-049-1)
- (en) Hole in the Ground : A Parable for Peacemakers, Minneapolis, The Honeywell Project, 1987, 22 p. (ISBN 0-9619003-1-8)
- (en) Stations : The Way of the Cross, Harper Collins, 1989 (ISBN 0-8232-1821-X)
- (en) And the Risen Bread : Poems 1954-1997, New York, Harper Collins, 1998
- (en) Under the Siege of the Divine, Farmington, PA, Plough Publishing House, 1998 (url=http://www.bruderhof.com/e-books/Daniel.htm)
- (en) Uncommon Prayer : A Book of Psalms, Farmington, PA, Plough Publishing House, 1998
- (en) The Bride : Images of the Church, Maryknoll, NY, Orbis Books, 2000, 142 p. (ISBN 1-57075-305-9)
- (en) The Raft Is Not the Shore: Conversations Toward a Buddhist/Christian Awareness, avec Thich Nhat Hanh, Orbis Books, 2000  (ISBN 1-57075-344-X)
- (en) Swords into Plowshares: A Chronology of Plowshares Disarmament Actions 1980-2003, édition Arthur J. Laffin, 2003  (ISBN 0-9636224-8-X)
- (en) Prayer for the Morning Headlines: On the Sanctity of Life and Death avec Howard Zinn, préface de Adrianna Amari, Apprentice House, 2007  (ISBN 978-1-934074-16-9)
- (en) The Trouble With Our State éditions Yellow Bike Press, 2007
- (en) The Kings and Their Gods: The Pathology of Power, Wm. B. Eerdmans Publishing Co, 2008  (ISBN 978-0-8028-6043-9)

## Prix et récompenses
- 1956 Sélection Lamont pour la poésie
- 1974 Prix de la paix
- 1988 Prix Thomas Merton
- Pax Christi États-Unis 1989
- 1992 Prix du Courage de la paix et de la conscience
- 1993 Prix Pacem in Terris
- 2008 Docteur honoris causa de l'université de Wooster[6].

## Dans la culture populaire
- Daniel Berrigan apparait brièvement dans le film de Roland Joffé La Mission (1986) avec Robert De Niro et Jeremy Irons. Il y joue le rôle du supérieur religieux des jésuites.
- En 1994, Berrigan a figuré dans une publicité pour les crèmes glacées Ben & Jerry's. Le produit de la vente de l'affiche a été donné au Fonds de défense des enfants.
- L'engagement de Berrigan a fait l'objet d'un des quinze entretiens menés par Jeff Kisseloff pour son livre Generation on Fire: Voices of Protest from the 1960s. (en). An Oral History, paru en 2006.
- Le personnage du père de Corrigan dans le roman Let The Great World Spin[7] (2009) de Colum McCann a été inspiré par la vie de Daniel Berrigan